# Pareuplexia prolifera
Pareuplexia prolifera là một loài bướm đêm trong họ Noctuidae.